# Каприн, Дмитрий Васильевич
Дмитрий Васильевич Каприн (4 октября 1921, Кадом, Тамбовская губерния — 17 ноября 2015, Москва) — полковник Советской Армии, участник Великой Отечественной войны, Герой Советского Союза (1945).

## Биография
Родился в селе Кадом. С 1926 года проживал в Москве, где окончил семь классов школы и два курса Московского энергетического техникума. Занимался в аэроклубе. В 1940 году Каприн был призван на службу в Рабоче-крестьянскую Красную Армию. В 1942 году он окончил Ворошиловградскую военную авиационную школу пилотов. С сентября того же года — на фронтах Великой Отечественной войны. Принимал участие в боях на Сталинградском, Южном, 4-м Украинском, 1-м Прибалтийском, 3-м Белорусском фронтах. Участвовал в Сталинградской битве, битве за Днепр, освобождении Украинской и Литовской ССР, боях в Восточной Пруссии.
К октябрю 1944 года гвардии капитан командовал эскадрильей 74-го гвардейского штурмового авиаполка 1-й гвардейской штурмовой авиадивизии 1-й воздушной армии 3-го Белорусского фронта. К тому времени он совершил 105 боевых вылетов на штурмовку скоплений боевой техники и живой силы противника, нанеся тому большие потери.
Указом Президиума Верховного Совета СССР от 19 апреля 1945 года за «образцовое выполнение боевых заданий командования на фронте борьбы с немецкими захватчиками и проявленные при этом мужество и героизм» гвардии капитан Дмитрий Каприн был удостоен высокого звания Героя Советского Союза с вручением ордена Ленина и медали «Золотая Звезда» за номером 6140.
Всего же за время своего участия в войне Каприн совершил 130 боевых вылетов. После её окончания он продолжил службу в Советской Армии. В 1954 году Каприн окончил Высшие офицерские лётно-тактические курсы. В 1956 году вступил в КПСС. В 1970 году в звании полковника он был уволен в запас. Проживал в Москве.
Был также награждён четырьмя орденами Красного Знамени, орденом Александра Невского, двумя орденами Отечественной войны 1-й степени, двумя орденами Красной Звезды, рядом медалей.
Почётный гражданин Кадомского района (2009).
Умер в 2015 году. Похоронен на Введенском кладбище (уч. 30с.).

### Семья
- сын Каприн, Андрей Дмитриевич — российский онколог, академик РАН.[3]